# Valeria List
Valeria List (Puebla, 1990) es una poeta, traductora y editora mexicana, ganadora del Premio Poesía Joven UNAM 2019.

## Biografía
Estudió la licenciatura en Letras Hispánicas en la Facultad de Filosofía y Letras de la Universidad Nacional Autónoma de México (UNAM), donde actualmente es maestrante de Letras Españolas, y labora como correctora de estilo en el departamento editorial del Instituto de Investigaciones Bibliotecológicas y de la Información de la UNAM.
Ha participado como becaria en la T.S. Eliot Summer School de la Universidad de Londres, en el programa Elipsis para jóvenes escritores y editores del British Council y en el programa Jóvenes Creadores del Fondo Nacional para la Cultura y las Artes. Parte de su obra poética ha sido recogida en diversas revistas electrónicas especializadas en poesía, entre ellas: Buenos Aires Poetry, Periódico de Poesía y Campos de plumas.

## Premios y reconocimientos
En 2019 recibió el Premio Poesía Joven UNAM por su primer libro, titulado La vida abierta.

## Publicaciones
- List, Valeria (2019). La vida abierta. México: Universidad Nacional Autónoma de México. ISBN 9786073026000.